# Spinotarsus denticuliferus
Spinotarsus denticuliferus är en mångfotingart som beskrevs av Kraus 1960. Spinotarsus denticuliferus ingår i släktet Spinotarsus och familjen Odontopygidae. Inga underarter finns listade i Catalogue of Life.